# Ted Evans
Pour les articles homonymes, voir Evans.
Ted Evans, né en 1952, est un ancien joueur de basket-ball américain, évoluant au poste de poste de pivot (2,07 m).

## Carrière

### Universitaire
- 1971-1974 : Université de l'Oklahoma

### Clubs
- 1974-1977 :  CRO Lyon Basket   (Nationale 1)
- 1977-1982 :  ASVEL Villeurbanne (Nationale 1)
- 1982-1983 :  Nyon BBC (1er division)

## Palmarès
- Champion de France en 1981 avec Villeurbanne
- Finaliste du championnat de France en 1978

## Sources
- Maxi-Basket